# Raduň
Raduň – gmina w Czechach, w powiecie Opawa, w kraju morawsko-śląskim. Według danych z dnia 1 stycznia 2012 liczyła 990 mieszkańców.
W miejscowości znajduje się zabytkowy pałac rodziny Larischów.